# Remember Monday
Remember Monday — британская кантри-поп группа из Суррея, в состав которой входят Лорен Бирн, Холли-Энн Халл и Шарлотта Стил. Представители Великобритании на Евровидении-2025 с песней «What the Hell Just Happened?» в Базеле, заняли 19 место.

## Карьера
Участницы Remember Monday познакомились во время учёбы в Sixth Form College Farnborough из-за общей любви к музыке. Название их группы происходит от того, что их музыкальные занятия всегда проходили по понедельникам. Впоследствии, они начали петь вместе и делиться видео в социальной сети «TikTok». В 2019 году Remember Monday появились в восьмом сезоне The Voice UK. Во время раундов битвы они исполнили песню «Home» против Кирана Смита, и в конечном итоге вышли в раунд на выбывание, где они выбыли из соревнования, после исполнения своей оригинальной песни «Jailbreaker».
В последующих годах они выпустили несколько синглов и 2 мини-альбома: «Hysterical Women» (2023), «Crazy Anyway» (2024) и «What The Hell Just Happened?» (2025), с которой они поехали на Евровидение-2025 в Базель.

## Дискография
Мини-Альбомы
| Название           | Дата выхода       |
| ------------------ | ----------------- |
| «Hysterical Women» | - 3 Февраля 2023  |
| «Crazy Anyway»     | - 25 Октября 2024 |

Лейблы
| Название                         | Год  |
| -------------------------------- | ---- |
| «Find My Way»                    | 2019 |
| «Version of You»                 | 2020 |
| «Fat Bottomed Girls»             | 2021 |
| «What I Know Now»                | 2021 |
| «Nothing Nice to Say»            | 2022 |
| «Let Down»                       | 2023 |
| «Laugh About It»                 | 2024 |
| «Hand in My Pocket»              | 2024 |
| «Show Face»                      | 2024 |
| «Brown Eyed Girl»                | 2024 |
| «What the Girls Bathroom is For» | 2024 |
| «Famous»                         | 2024 |
| «What the Hell Just Happened?»   | 2025 |